# モシコ州
モシコ州 (モシコしゅう、Moxico) は、アンゴラの州。アンゴラ東部に位置し、東をコンゴ民主共和国及びザンビアと接する。面積は201,000平方キロメートル、人口は約76万人（2014年国勢調査）。州都はルエナ。カメイア国立公園が所在する。面積はクアンド・クバンゴ州に次いで大きく、州で面積が20万平方キロメートルを超えるのはクアンド・クバンゴ州とモシコ州のみである。
モシコ州は長らく反政府勢力のアンゴラ全面独立民族同盟（UNITA）の拠点となっていたが、2002年2月22日に指導者ジョナス・サヴィンビは政府軍の襲撃によってモシコ州で命を落とし、これによってアンゴラ内戦は終結した。

## ムニシピオ
9つのムニシピオに区分される。
- Alto Zambeze
- Bundas
- Camanongue
- Lumeje
- Léua
- Luau
- Luacano
- Luchazes
- Moxico